# Jacek Kłosiński
Jacek Kłosiński (ur. 29 kwietnia 1955, zm. 2 grudnia 2014) – polski lekkoatleta specjalizujący się w rzucie oszczepem.
Brązowy medalista mistrzostw Polski w 1979. Reprezentant kraju w meczu międzypaństwowym przeciwko ZSRR i NRD w 1978. Bronił barw klubów: MKS Łowicz (1972–1974), AZS AWF Warszawa (1976–1982), Wawel Kraków (od 1983). Rekord życiowy: 79,76 (15 lipca 1980, Warszawa). Do 2014 roku był nauczycielem Wychowania Fizycznego w Szkole Podstawowej nr 4 w Skierniewicach.